# Амвросий (Сосновцев)
Епи́скоп Амвро́сий (в миру Андре́й Ива́нович Сосно́вцев; 3 (15) октября 1868, село Кунья Сарма, Николаевский уезд, Самарская губерния — 9 января 1928, Мстёра, Вязниковский уезд, Владимирская губерния) — единоверческий епископ Православной российской церкви, епископ Мстёрский, викарий Владимирской епархии.

## Биография
Родился 3 октября 1868 года. Указывал о себе, что происходил из крестьян, «раскольников беглопоповской секты» села Кунья Сарма (ныне не существует) Николаевского уезда Самарской губернии. С рождения он носил фамилию Данилин. В 1874 году, в возрасте шести лет, он был «взят в воспитанники крестьянином Самарской губернии Николаевского уезда села Балакова Иваном Егоровым Сосновцевым и причислен к его семейству общественными приговорами». О детстве и юности будущего епископа известно очень мало. В клировых ведомостях 1890-х годы указано, что он получил домашнее образование в духе старообрядческой книжности. Позднее в церковных документах указывался его статус в старообрядчестве — «из начётчиков», что свидетельствовало о высоком уровне образованности молодого беглопоповца. Согласно послужному списку, учился в земском училище в Балакове, но, судя по всему, полный курс обучения он не завершил. В 1886 году женился. Жену звали Мария Яковлевна (1868—1921). У супругов родилось несколько детей, но до совершеннолетия дожили только трое: Андрей, Лидия и Александр.
19 мая 1891 года в Самаре присоединился к Русской Православной Церкви на условиях единоверия. Возможно, его решение было связано с личностью священника Афанасия Давыдова, который до своего перевода в губернскую столицу около десяти лет служил в Никольской церкви в Балакове. Там он пользовался большим авторитетом не только среди единоверцев и старообрядцев, но и среди «новообрядных» православных. Священник Афанасия Давыдов, как несомненно талантливый миссионер, мог оказать решающее влияние на религиозный выбор А. И. Сосновцева.
Проходил подготовку к священническому служению в единоверческом Спасо-Преображенском мужском монастыре, где по крайней мере с 1860-х годов, обучали детей единоверцев со всей округи грамоте и основам богослужения по старопечатным книгам. В 1890-х годах при Спасо-Преображенском монастыре официально открылась двухклассная церковно-приходская школа с учительским и миссионерским курсами, на которых готовили будущих церковно- и священнослужителей в единоверческих приходах Самарской губернии. Впоследствии священник Андрей Сосновцев на I Всероссийском съезде единоверцев давал высокую оценку монастырскому «училищу». Он с тёплым чувством вспоминал монастырскую школу, где единоверцев не только целенаправленно готовили к церковным послушаниям певчих, уставщиков и принятию священнического сана, но и уделяли большое внимание их духовно-нравственному воспитанию.
22 марта 1893 года епископ Самарский и Ставропольский Гурий (Буртасовский) определил А. И. Сосновцева на должность псаломщика в единоверческую Введенскую церковь города Бугуруслана. 10 июня 1893 года он был перемещён архиерейской резолюцией на ту же должность к единоверческой Введенской церкви в уездный город Новоузенск Самарской губернии. 4 июля того же года — посвящён в стихарь.
21 декабря 1894 года тем же архиереем рукоположен в сан диакона и определён на вакансию псаломщика к Введенской единоверческой церкви в Бугуруслане, где он с октября 1895 года также состоял учителем в церковной школе грамоты. 3 июля 1896 года по просьбе балаковских единоверцев диакона Андрея Сосновцева перевели в Никольский храм села Балаково на должность псаломщика, где он одновременно служил учителем в церковной школе грамоты. 29 мая 1900 года епископ Гурий рукоположил его в сан священника и определил служить в Никольской церкви села Озерки Николаевского уезда. 18 марта 1903 года был вновь переведён в Введенскую единоверческую церковь города Бугуруслана, в которой прослужил десять лет. 15 апреля 1906 года награжден набедренником, 13 февраля 1911 года — скуфьёй. В отчётах единоверческий благочинный давал бугурусланскому настоятелю неизменно положительную характеристику: «Священник Андрей Сосновцев <…> трезвый, поведения очень хорошего, по службе исправен, к ведению собеседований с раскольниками правоспособен».
В 1911 года епископ Уральский Тихон (Оболенский) утвердил его в должности миссионера и благочинного III единоверческого округа Самарской епархии. Пастырский авторитет бугурусланского благочинного был необычайно высок среди местных единоверцев. Поэтому он был избран делегатом I Всероссийского съезда православных старообрядцев (единоверцев), прошедшего с 22 по 30 января 1912 года в Санкт-Петербурге. В качестве члена Совета и комиссии по рассмотрению приходского устава принял самое деятельное участие в работе съезда. 21 июня 1913 года в ответ на прошение самарских единоверцев епископ Тихон (Оболенский) священника Андрея Сосновцева «на первый штат» в местную Казанско-Богородицкую церковь. 24 июня 1913 года настоятель получил грамоту и архипастырское благословение «за усердие и плодовитую деятельность на пользу Христовой Церкви и Миссии».
К 1917 году он уже находился на должности благочинного церквей Самарского единоверческого округа и был возведён в сан протоиерея. В июле того же года на II Всероссийском съезде единоверцев в Нижнем Новгороде в числе десяти других участников его избрали делегатом от единоверцев на Всероссийский Поместный Собор. Протоиерей Андрей Сосновцев участвовал в (с начала до 28 октября 1917), являясь членом VII, IX и X отделов. Несмотря на то, что священник ввиду продолжительной болезни не смог принять деятельного участия в работе Собора, он становится заметной фигурой в единоверии.
В 1918 году после учреждения Поместным Собором 1917—1918 года единоверческого епископата, единоверцы села Мстёра Владимирской губернии обратились к митрополиту Владимирскому Сергию (Страгородскому) с просьбой учредить в епархии Мстёрскую единоверческую кафедру. В качестве кандидата в епископы был предложен протоиерей Никольской единоверческой церкви в Петрограде Симеон Шлеёв. Митрополит Сергий благословил созвать съезд единоверцев Владимирской епархии для обсуждения в том числе и вопроса о создании единоверческого Мстёрского викариатства. В литературе встречаются утверждения, что в том же году состоялся его постриг в иночество с именем Амвросий и хиротония во епископа Мстёрского. Однако в материалах Поместного собора Мстёрское викариатство в списке новых единоверческих кафедр не значилось. В 1918 году состоялось только одна единоверческая хиротония — епископа Охтенского Симона (Шлеева). Супруга протоиерея Андрея, Мария Яковлевна, скончалась в 1921 году. Первое документально подтвержденное упоминание о епископе Мастёрском Амвросии обнаружено в письме епископа Керженского Павла (Волкова) от 24 декабря 1923 года. Сохранилась фотография И. И. Шадрина, датированная 20 марта 1923 года, сделанная в павильоне, очевидно, вскоре после хиротонии. Таким образом, его рукоположение в сан епископа совершилось не ранее 1921 года и не позднее начала весны 1923 года.
Епископ Амвросий жил в Мстёре скромно, служил в местных единоверческих храмах. До своего ареста вместе с другим единоверческим архиереем, епископом Керженским Павлом (Волковым), он прилагает значительные усилия, чтобы сохранить единоверие в новых условиях и объединить единоверческие приходы по всей стране. По свидетельству епископа Павла (Волкова) «единоверцы, главным образом Приволжье, присоединились к еп. Амвросию Мстёрскому». По всей видимости, под омофор епископа Амвросия перешли единоверческие приходы Самарской, Саратовской и Симбирской губерний.
В 1926 году был арестован, некоторое время находился в тюрьме города Владимира, в Бутырской тюрьме в Москве, затем приговорён к трём годам ссылки в Среднюю Азию. В 1927 года отбывал наказание в Соловецком лагере особого назначения. По возвращении из мест заключения в 1927 году епископ Амвросий в качестве почётного председателя принял участие в работе Третьего Всероссийского съезда единоверцев, прошедшего 19 — 22 июня 1927 года в Нижнем Новгороде.
Скончался 9 января 1928 года во Мстёре. Отпевание во Мстёре совершил его преемник по Мстёрской кафедре епископ Иов (Рогожин). По свидетельству дочери Александра Сосновцева Л. А. Крючковой могила епископа Амвросия располагалась у стены Троицкого храма во Мстёре. Указание на то, что он умер в 1933 году, следует признать неверным.
Впоследствии памятник на могиле Амвросия был разрушен, сама могила затерялась, кованая ограда перенесена на чужую могилу, а на этом месте до недавнего времени были частные огороды. 4 августа 2012 года из храма Архангела Михаила в селе Михайловская Слобода Московской области во Мстёру был доставлен крест и ограда. Представители церковной общины Михайловской Слободы, возглавляемые клириком храма Архангела Михаила иереем Евгением Саранчой, восстановили могилу епископа Амвросия, установили ограду и крест, после чего иерей Евгений отслужил литию.

## Семья
- Жена — Мария Яковлевна Сосновцева (6 февраля 1868—1921)[18]
- Сын — Андрей Андреевич Сосновцев (21.11.1889 — ?) — хирург, окончил медицинский факультет Варшавский университет[19] «на средства отца», возглавлял инфекционную больницу в Саратове, закончил карьеру врача кандидатом медицинских наук, доцентом Самарского медицинского института[20]
  - Внук — Борис Андреевич Сосновцев (20 июля 1921 — 7 марта 2007) — композитор, музыковед, профессор и ректор (1969—1976) Саратовской консерватории[21][22].
- Дочь — Лидия Андреевна Сосновцева (в замужестве Цветкова; 21 ноября 1901[23] — ?) — вышла замуж на единоверческого священника Павла Александровича Цветкова.
- Сын — Александр Андреевич Сосновцев (22 февраля 1903 — 25 мая 1972) — окончил Самарскую духовную семинарию, в 1924 году отцом был рукоположен в сан диакона в Христорождественской единоверческой церкви села Семёновка Гороховецкого уезда. Служил в единоверческой Христорождественской церкви села Семёновка Гороховецкого уезда Владимирской губернии. Также служил в городе Иваново. В начале 1930-х годы диакон Александр Сосновцев был лишён вместе с членами семьи гражданских прав сроком на семь лет. С 1938 года проживал в посёлке Мстера Владимирской губернии. Работал на местном ювелирном заводе. Был похоронен на местном кладбище[23].